# モラクセラ科
モラクセラ科（ーか、Moraxellaceae）とは、真正細菌Pseudomonadota門ガンマプロテオバクテリア綱シュードモナス目における科の一つである。メンバーに病原性種を含む。それ以外は哺乳類や人間に無害であり、共生細菌または水生・土壌細菌である。中温性または低温性である。

## 下位分類（属）
モラクセラ科は以下の属を含む(2024年6月現在)。
- Acinetobacter（アシネトバクター属）

Brisou and Prévot 1954 (IJSEMリストに掲載 1980)
- Agitococcus（アギトコッカス属）

Franzmann and Skerman 1981
- Alkanindiges（アルカニンディゲス属）

Bogan et al. 2003 (IJSEMリストに掲載 2004)
- Amnimonas

Lee et al. 2021 (IJSEMリストに掲載 2021)
- Aquirhabdus

Kim et al. 2020 (IJSEMリストに掲載 2021)
- Cavicella

França et al. 2015 (IJSEMリストに掲載 2016)
- Enhydrobacter（エンハイドロバクター属）

Staley et al. 1987
- Faucicola（ファウシコラ属）

Humphreys et al. 2015 (IJSEMリストに掲載 2015)
- Fluviicoccus

Kim et al. 2016 (IJSEMリストに掲載 2016)
- Moraxella（モラクセラ属）タイプ属

Lwoff 1939 (IJSEMリストに掲載 1980)、修正　Catlin 1991、修正　Li et al. 2022 (IJSEMリストに掲載 2022)
- Paraperlucidibaca（パラペルシジバカ属）

Oh et al. 2011 (IJSEMリストに掲載 2011)、修正　Yoon et al. 2013 (IJSEMリストに掲載 2014)
- Perlucidibaca（ペルルシジバカ属）

Song et al. 2008 (IJSEMリストに掲載 2008)
- Psychrobacter（サイクロバクター属）

Juni and Heym 1986

### 過去に存在した属
- Branhamella（ブランハメラ属）

Catlin 1970 (IJSEMリストに掲載 1980)、修正　Catlin 1991
※現在はモラクセラ属に統合されている。